# Panoias
Panoias oder Panóias ist ein Ort und eine ehemalige Gemeinde (Freguesia) im Norden Portugals.
Panoias gehört zum Kreis Braga im gleichnamigen Distrikt Braga. Die Gemeinde hatte eine Fläche von 1,3 km² und 1666 Einwohner (Stand 30. Juni 2011).
Am 29. September 2013 wurden die Gemeinden Panoias, Parada de Tibães und Merelim (São Paio) zur neuen Gemeinde União das Freguesias de Merelim (São Paio), Panoias e Parada de Tibães zusammengeschlossen.
Beim Ort liegt ein Felsheiligtum.